# Cacula
Cacula – miasto w Angoli, w prowincji Huíla.